# Leandro Castán
Leandro Castán da Silva (Jaú, 5 november 1986) is een Braziliaans voetballer die doorgaans als centrale verdediger speelt. Hij werd in augustus 2018 transfervrij nadat AS Roma en hij in onderling overleg zijn contract ontbonden. Castán debuteerde in 2012 in het Braziliaans voetbalelftal.

## Clubcarrière
Castán stroomde door vanuit de jeugd van Atlético Mineiro, dat hij in 2007 verruilde voor Helsingborgs IF. Hij maakte op 24 september 2007 zijn debuut voor de club, tegen Örebro SK. Hij scoorde zijn enige doelpunt voor Helsingborgs in een wedstrijd in het toernooi om de UEFA Cup tegen PSV op 21 februari 2008. De club verhuurde Castan in 2008 aan Grêmio Barueri, dat hem in 2009 definitief overnam. Corinthians werd in 2010 zijn derde club in Brazilië.
Castán tekende in 2012 een in eerste instantie vierjarig contract bij AS Roma. Dat betaalde circa 5,5 miljoen euro voor hem aan aan Corinthians. In zijn eerste seizoen bij de Romeinen vormde Castan centraal in de defensie een duo met zijn landgenoot Marquinhos. Nadat deze in de zomer van 2013 naar Paris Saint Germain vertrok, kwam Mehdi Benatia Castan vergezellen centraal achterin. In het seizoen 2013/2014 had AS Roma de minste tegengoals in competitieverband in Europa.
Castán werd in 2014 gediagnostiseerd met een caverneus hemangioom. Hiervoor onderging hij in december 2014 een hersenoperatie. De ingreep en het herstel kostten hem het grootste gedeelte van het seizoen 2014/15. Hij sloot zich in de voorbereiding op 2015/16 weer aan bij de selectie van AS Roma en speelde dat jaar vijf competitiewedstrijden.

## Interlandcarrière
Castán maakte op 16 oktober 2012 zijn debuut in het Braziliaans voetbalelftal, in een oefeninterland tegen Japan .